# 桂鎔黙
桂 鎔黙（けいようもく、ケ・ヨンムク、1904年9月8日 - 1961年8月9日）は、朝鮮の小説家。本貫は遂安桂氏。短篇小説を多く執筆した。なかでも「白痴アダダ (백치 아다다)」は桂の代表作となっている。

## 略歴
1904年9月8日、平安北道宣川郡南面三省洞群賢里706番地に生まれる。父は桂恒教、母は竹山朴氏、1男3女の長男。祖父の桂昌琠は参奉（官職従九位）を勤め、詩文にも優れた人であった。桂の教育は祖父により行われ、幼い頃より漢文を学んだ。10歳になると、新教育を受ける許しを得て、三峰公立普通学校に入学する。また、この頃、順興安氏の安静鈺と結婚する。
厳しい祖父の古い教育としきたりに反発するように、1921年、桂は祖父に無断で上京する。中東学校に入学し、そこで、金億を通して廉想渉、南宮璧、金煥らと知り合う。しかし、祖父に再び呼び戻された。1922年、桂は再び上京、徽文高等普通学校に入学するも、再び家に連れ戻された。桂はソウルで新学問を学ぶ道を断たれたが、故郷で海外文学を読みながら文学修練を続けた。「春が来た (봄이 왔네)」が『生長』、「相換」が『朝鮮文壇』の懸賞に当選するなど、幾篇かの作品を経た後、1927年、「崔書房」が『朝鮮文壇』の懸賞で当選することで桂の名が世に知られることになる。そうした後、1928年春、日本に渡り、東京の東洋大学東洋学科に入学する。夜は、正則英語学校に通う。1931年、実家が破産の憂き目に会い、桂は勉学を中断し、帰国する。
1935年頃、桂は、鄭飛石、石仁海、蔡廷根、許允硯、金友哲、田蒙秀らと集い、同人誌『海潮』を発行しようと試みるも、資金不足のために実現できなかった。その年、桂の代表作となる「白痴アダダ」が『朝鮮文壇』に掲載される。そして、その後の1942年頃まで、桂は旺盛な創作活動に没頭する。
1943年8月、桂は天皇不敬罪の嫌疑で3ヶ月拘留されることになる。ことの顛末は、誰かが李光洙に、創氏改名の不当性を訴える文章を送りつけたのだが、その消印が西大門区であったために、西大門区に住む文士たちが皆警察に連行された。そんなこともあったためか、1944年12月、桂は故郷に戻って引きこもる。
1945年8月、朝鮮は解放を迎え、桂も9月に再び上京する。鄭飛石と共に『大潮』を創刊し、1948年には金億と「首善社」という出版社を設立する。また、1952年、雑誌『新文化』を創刊した。
1959年、桂は腸癌を患う。しかし、桂は家族の訴えも省みず、手術を頑なに拒み、漢方薬を飲みながら原稿を書き続けた。1961年8月9日、午前9時、城北区貞陵1洞14番地の自宅で、世を去った。その遺骸は10月10日、忘憂里共同墓地に葬られた。1962年、1周忌に、現代文学社と文友たちによって墓碑が立てられる。

## 年譜
- 1904年9月8日、平安北道宣川郡南面三省洞群賢里に生まれる。
- 1914年、安静鈺と結婚する。
- 1921年、中東学校に入学。
- 1922年、徽文高等普通学校に入学。
- 1923年、長男、明源が生まれる。
- 1928年3月、渡日、東京の東洋大学東洋学科に入学。
- 1929年、長女、正源が生まれる。
- 1931年、帰国。
- 1938年5月、『朝鮮日報』出版部に務める。
- 1938年、ソウル西大門区冷泉洞に引っ越す。
- 1940年、西大門区北阿峴洞に引っ越す。
- 1943年8月、天皇に対する不敬罪嫌疑で収監される。
- 1944年12月、故郷に帰る。
- 1945年9月、上京。
- 1945年10月、『大潮』を創刊する。
- 1945年、城北区東仙洞2街343番地に引っ越す。
- 1948年、「首善社」を創立する。
- 1961年8月9日、自宅にて死去。

## 日本語で読める作品
- ONE KOREA 翻訳委員会編「白痴アダダ」『そばの花の咲く頃 日帝時代民族文学対訳選』新幹社、1995年